# 嬰兒與母親
嬰兒與母親雜誌（英語：Baby&Mother）是台灣一本有關於懷孕、生產、育嬰的專業婦幼類雜誌，創刊於1976年9月1日，是婦幼多媒體事業集團旗下發行量最大的雜誌，屬於月刊形式，在每月的1日出刊。與育兒生活雜誌、媽咪寶貝雜誌為姐妹刊物。
社長為張錦輝，現任主編為江桂香。

## 外部連結
- 嬰兒與母親雜誌（页面存档备份，存于）（繁體中文）
  - 嬰兒與母親 懷孕生產情報站的Facebook專頁（繁體中文）
  - 嬰兒與母親 baby&mother的Instagram帳戶
  - YouTube上的嬰兒與母親頻道
- 育兒生活 Babylife的Facebook專頁（繁體中文）
- 媽咪寶貝 Mommybaby的Facebook專頁（繁體中文）
- 婦幼網路股份有限公司台灣公司資料